# Florencio Janer
Florencio Janer y Graells (Barcelona, 12 de mayo de 1831-El Escorial, 19 de julio de 1877) fue un escritor, periodista, político, erudito, americanista e historiador español.

## Biografía
Era hijo de un catedrático de medicina que se trasladó a Madrid y de Micaela Graells, nacida en Tricio, La Rioja. En 1853 se casó con Adriana Ferrán Fornier, hermana de otro profesor de medicina cuyo padre residía en París, por lo que viajó muy a menudo a Francia y pudo consultar sus archivos y editar bastantes de sus obras en París; de ella tuvo cinco hijos. Ya con diecisiete años era auxiliar de dirección en el Real Museo de Ciencias Naturales (hoy Museo Nacional de Ciencias Naturales), dirigido entonces por su tío materno el famoso naturalista Mariano de la Paz Graells, y aprueba las oposiciones a auxiliar fijo con veintitrés; en diciembre de 1856, le nombran oficial, la categoría más alta en la Administración, en el Ministerio de la Gobernación, donde estará casi un año; en este puesto redacta una Historia de la Imprenta Nacional. En el Museo de Ciencias trabajó ininterrumpidamente durante dieciséis años, reordenando las colecciones históricas y etnográficas que pertenecieron al Real Gabinete. Además estudió derecho en Madrid y se licencia en 1853; se doctora luego e ingresa en el Colegio de Abogados de Madrid.
Desde que es estudiante cultiva las letras asiduamente: entre 1858 y 1862 es redactor de El León Español. En 1862, al año siguiente de su ingreso en el Cuerpo Facultativo de Archiveros y Bibliotecarios, deja El Semanario Español para dirigir el Semanario Popular (1862), aparentemente por corto tiempo. Continúa publicando gran número de artículos sobre temas históricos y antigüedades en el Museo de las Familias o en el Museo Español de Antigüedades a mitad de camino entre la erudición y las actuales publicaciones de alta divulgación. También publica en La Ilustración de Madrid, Semanario Popular, Revista de España, El Museo Universal, Semanario Pintoresco Español y otras.
En cuanto a sus libros, publicó una Historia del combate naval de Lepanto que se reeditará en español y francés (1852-1858) y un año después editó una biografía de Diego Saavedra Fajardo, Vida y obra de don Diego Saavedra Fajardo, que salió anónima como el tomo XXV de la Biblioteca de Autores Españoles (1853). Publica además una famosa Colección de noticias históricas para escribir la historia de Cataluña durante la Guerra de Sucesión y comienza una edición que durará varios años de biografías de los reyes españoles: Museo regio español, o biografía de todos los monarcas que han reinado en España, con sus escudos de armas y firmas facsímiles, Madrid, 1853, 1854, etc. En 1855 publica un trabajo importante sobre el Compromiso de Caspe y sus consecuencias, que fue premiado por la Real Academia de la Historia. A los veintisiete años (en 1858) publicó otro libro sobre los moriscos que también fue premio de la Academia de la Historia (1857). Su obra erudita impresa después es ingente y se conserva además mucha inédita.
Archivero de carrera, fue nombrado Conservador del Real Museo de Ciencias Naturales, y participó en la creación del Museo Arqueológico Nacional de Madrid. Como historiador su enfoque es muy moderno: destacan sus análisis de los aspectos sociales y económicos y del contexto político y se atiene a la metodología del positivismo. Editó numerosos textos del Mester de Clerecía para la Biblioteca de Autores Españoles en Poetas castellanos anteriores al siglo XV (1864) y el tercer volumen de las Obras de Francisco de Quevedo, consagrado a sus poesías. Ingresó como correspondiente en numerosas academias y sociedades literarias.

## Obras
- Vida y obra de don Diego Saavedra Fajardo, que salió anónimo en el tomo XXV de la Biblioteca de Autores Españoles (1853)
- Colección de noticias históricas para escribir la historia de Cataluña durante la Guerra de Sucesión.
- Museo regio español, o biografía de todos los monarcas que han reinado en España, con sus escudos de armas y firmas facsímiles, Madrid, 1853, 1854, etc.
- Examen de los sucesos y circunstancias que motivaron el Compromiso de Caspe, y juicio critico de este acontecimiento y de sus consecuencias en Aragón y en Castilla. Madrid. Real Academia de la Historia, 1855. Reedición en la época, probablemente en 1855; luego modernas en 1979 y 1999.
- Condición social de los Moriscos de España: Causas de su expulsión y consecuencias. Madrid. Real Academia de la Historia, 1857. Reediciones en 1987, 2003.
- Historia de la marina española (1856)
- Memorias literarias sobre un viaje a Francia (1856)
- Manual de efemérides y anualidades más notables desde la Creación a nuestros días (1857)
- Un antiguo poema castellano inédito (1856)
- Joyas antiguas de la literatura española (1858) con posteriores reediciones
- El pensamiento de Calderón de la Barca (1858)
- La historia nacional (1858)
- La Reconquista y los mudéjares (1858)
- Poesía catalana del XVIII (1856-1859)
- La lengua universal (1860)
- Nuevas cartas marruecas (1860)
- El libro del juego de tablas de Alfonso X (1863 y 1864)
- Poesía castellana del siglo XV en la Biblioteca Nacional de París (1862)
- Un diccionario sobre los pueblos de España a partir de los datos oficiales (1863)
- Un poema inédito sobre Alfonso XI (1863)
- Poetas castellanos anteriores al siglo XV (1864)
- La danza de la muerte en el siglo XIV